# 県民交流プラザ 和歌山ビッグ愛
県民交流プラザ 和歌山ビッグ愛（けんみんこうりゅうぷらざ わかやまびっぐあい、Wakayama Big Ai）は、和歌山県和歌山市手平にある複合施設。同じ敷地内に和歌山ビッグホエールおよび和歌山ビッグウエーブがある。

## 施設概要
下記の各施設が入居している。管理事務所・展示ホール・大ホールは1階に、会議室は2階・8階・12階に併設している。
| 階                                   | 施設名                                         | 備考                                         |
| ------------------------------------ | ---------------------------------------------- | -------------------------------------------- |
| 12                                   | レストラン オテル・ド・ヨシノ                  | 吉野建がオーナーシェフを務めるフランス料理店 |
| 12                                   | 和歌山県介護支援専門員協会                     |                                              |
| 11                                   | ホテルランドマーク和歌山                       |                                              |
| 10                                   | ホテルランドマーク和歌山                       |                                              |
| 9                                    | 和歌山県ジェンダー平等推進センター”りぃぶる”   |                                              |
| 9                                    | 和歌山県婦人団体連絡協議会                     |                                              |
| 9                                    | 和歌山県NPOサポートセンター                    |                                              |
| 9                                    | 和歌山県青少年活動センター                     |                                              |
| 9                                    | 和歌山県青少年育成協会                         |                                              |
| 8                                    | 和歌山県消費生活センター                       |                                              |
| 8                                    | 和歌山県金融広報委員会                         |                                              |
| 8                                    | 和歌山県国際交流センター                       |                                              |
| 7                                    | 和歌山県社会福祉協議会                         |                                              |
| 7                                    | 和歌山県ボランティアセンター                   |                                              |
| 7                                    | 和歌山県福祉人材センターハートワーク           |                                              |
| 7                                    | 和歌山県福祉サービス運営適正化委員会           |                                              |
| 7                                    | 福祉介護サービス評価センター                   |                                              |
| 7                                    | 和歌山県地域福祉権利擁護センター               |                                              |
| 7                                    | 和歌山県いきいき長寿社会センター               |                                              |
| 7                                    | わかやま元気シニア生きがいバンク               |                                              |
| 7                                    | 和歌山県共同募金会                             |                                              |
| 7                                    | 和歌山県民生委員児童委員協議会                 |                                              |
| 7                                    | 和歌山県老人クラブ連合会                       |                                              |
| 7                                    | 和歌山県老人福祉施設協議会                     |                                              |
| 7                                    | 和歌山県教育センター学びの丘教育相談室         |                                              |
| 6                                    |                                                |                                              |
| わかやま福祉介護サービス評価推進機構 |                                                |                                              |
| 和歌山県腎友会                       |                                                |                                              |
| 済生会支部 和歌山県済生会            |                                                |                                              |
| 和歌山県病院協会                     |                                                |                                              |
| 和歌山県栄養士会                     |                                                |                                              |
| 和歌山県自動車販売店健康保険組合     |                                                |                                              |
| 和歌山県作業療法士会                 |                                                |                                              |
| 和歌山県社会福祉士会                 |                                                |                                              |
| 和歌山県聴覚障害者協会               |                                                |                                              |
| 和歌山県聴覚障害者情報センター       |                                                |                                              |
| 5                                    | 和歌山県点字図書館                             |                                              |
| 5                                    | 和歌山県身体障害者連盟                         |                                              |
| 5                                    | 和歌山県民総合健診センター                     |                                              |
| 5                                    | 和歌山県社会保険協会                           |                                              |
| 5                                    | 和歌山県年金受給者協会                         |                                              |
| 5                                    | 和歌山県老人保健施設協会                       |                                              |
| 4                                    | 和歌山市医師会成人病センター                   | 医師会事務局                                 |
| 3                                    | 和歌山市医師会成人病センター                   | 診察受付                                     |
| 2                                    | 和歌山県精神保健福祉センター                   |                                              |
| 2                                    | 和歌山県精神科病院協会                         |                                              |
| 2                                    | 和歌山県人権啓発センター                       |                                              |
| 1                                    | 和歌山県障害児（者）高齢者歯科口腔保健センター |                                              |
| 1                                    | りとる・愛（売店）                             |                                              |

## アクセス
自動車
- 阪和自動車道和歌山インターチェンジ下車、約15分[4]。

鉄道
- JRきのくに線（紀勢本線）宮前駅下車、徒歩約7分[5]。
- 和歌山電鐵貴志川線田中口駅下車、徒歩約23分[5]。

バス
- 和歌山バス「新手平」停留所下車、徒歩約10分[5]。